# Aquí sigo
«Aquí sigo» es una canción interpretada por la cantautora mexicana Julieta Venegas. Lanzada el 11 de marzo de 2014 por Sony Music México. La canción fue compuesta por Julieta Venegas junto a Emilio Aragón y es el tema principal de la película Una noche en el Viejo México. Fue nominada en los Premios Goya 2014 en la categoría de Mejor canción original.

## Lanzamiento
Después de que la canción fuese nominada en los Premios Goya 2014 por Mejor canción original incluida en la banda sonora original de la película A Night In Old Mexico (Una noche en el viejo México) y siendo el tema principal, fue lanzada a la venta el 11 de marzo de 2014.

## Vídeo musical
El vídeo de la canción fue estrenado el 8 de febrero de 2014 en la cuenta oficial de Youtube de Grupo Globalmedia. Cuenta con partes de la película y se ve a Julieta Venegas cantando al igual que a Emilio Aragón tocando el piano.

## Formatos
Digitales
| Descarga |             |          |  |
| N.º      | Título      | Duración |  |
| 1.       | «Aquí sigo» | 03:48    |  |